# Nacional Fast Clube
Pour les articles homonymes, voir Nacional.
Maillots
Le Nacional Fast Clube est un club brésilien de football basé à Manaus dans l'État de l'Amazonas.
Le club joue ses matchs à domicile dans le Stade de l'ULBRA, doté de 2 400 places.

## Palmarès
- Championnat de l'État de l'Amazonas :
  - Champion : 1948, 1949, 1954, 1955, 1960, 1970, 1971, 2016